# Beziehungen zwischen dem Heiligen Stuhl und Portugal
Die Beziehungen zwischen dem Heiligen Stuhl und Portugal beschreiben das zwischenstaatliche Verhältnis zwischen dem Heiligen Stuhl und der Republik Portugal. Sie unterhalten traditionell enge, wenn auch wechselhafte Beziehungen, ausgehend von der historisch starken Verwurzelung der römisch-katholischen Kirche in Portugal seit der Entstehungsgeschichte des Landes.
Johannes XXI. war vom 15. September 1276 bis zu seinem Tode am 20. Mai 1277 Papst, der bisher einzige Portugiese in diesem Amt (Stand 2017). Eine Reihe katholischer Theologen, Ordensgründer und Heiliger stammte zudem aus Portugal, darunter Antonius von Padua, einer der 36 Kirchenlehrer der römisch-katholischen Kirche.

## Geschichte

### Bis zum 15. Jahrhundert
Seit dem frühen 4. Jahrhundert n. Chr. erfolgte wie im gesamten Römischen Reich auch im heutigen Portugal eine Christianisierung, die durch die nachfolgenden germanischen Stämme ab dem frühen 5. Jahrhundert fortgeführt wurde. Im Zuge der maurischen Invasion 711 wurde der christliche Glaube eine wesentliche Quelle des Widerstands gegen die neuen moslemischen Landesherren. Trotz ausgedehnter Phasen des Austausches und des friedlichen Miteinanders zwischen Arabern einerseits und Mozarabern und Christen andererseits bestimmte überwiegend die christliche Reconquista die Zeit der maurischen Anwesenheit.

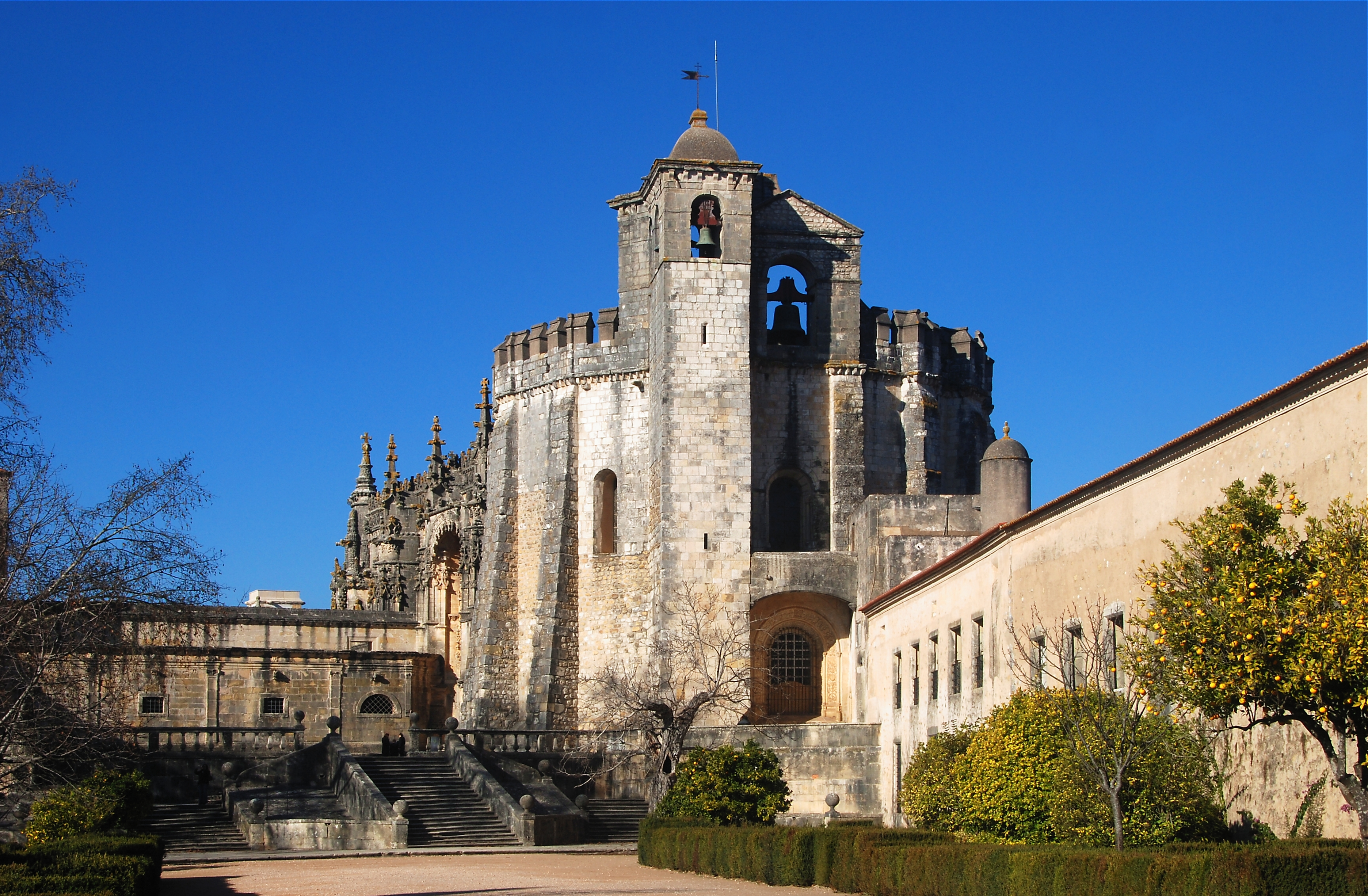
Das 1162 von den Templern gegründete Christuskloster in Tomar

Auch mit Hilfe christlicher Kreuzritter gelang die zunehmende Zurückdrängung des arabischen Herrschaftsgebiets. Trotz erbitterter Auseinandersetzungen vor allem mit dem christlichen Königreich León bzw. dem Königreich Kastilien (heute Spanien) gelang D. Afonso Henriques 1143 endgültig die Gründung des unabhängigen Königreichs Portugal. Mit der Päpstlichen Bulle Manifestis probatum vom 23. Mai 1179 erkannte der Vatikan unter Papst Alexander III. die Unabhängigkeit an und sprach die Rechtmäßigkeit des portugiesischen Königstitels aus.
König Alfons III. sicherte 1279 mit einem erneuerten Treueschwur dem Heiligen Stuhl die Unterordnung des portugiesischen Königreiches zu. Er legte damit den Machtstreit mit dem Heiligen Stuhl bei, die mit der Bulle Inter alia desiderabilia von 1245 und der Exkommunikation von König Sancho II. einen Höhepunkt erreicht hatte.
Die päpstliche Bulle Ad ea ex quibus legalisierte 1319 die Gründung des Christusordens in Portugal, womit bedeutende Teile des seit 1312 aufgelösten wohlhabenden Templerordens eine neue Heimstatt fanden.
Im Zusammenhang mit der Ausweitung der Portugiesischen Entdeckungsreisen seit Anfang des 15. Jahrhunderts erlaubte 1452 die Päpstliche Bulle Dum diversas den Portugiesen die Eroberung nicht-christlicher Länder, 1455 folgte mit der Bulle Romanus Pontifex das Handels- und Missionierungsmonopol. Die fortschreitende Ausweitung des portugiesischen Kolonialreichs und der Aufstieg des ebenfalls katholischen Spaniens zur konkurrierenden Weltmacht brachten eine Reihe neue Konfliktfelder mit sich, die in weiteren Bullen geklärt wurden, darunter 1493 Inter caetera, die 1494 den Vertrag von Tordesillas und damit die Teilung der Welt in eine portugiesische und eine spanische Interessensphäre ermöglichte.

### Vom 16. Jahrhundert bis zur Mitte der ersten Republik 1919
Nachdem Portugal durch Erbfolge 1580 an Spanien gefallen war, erkämpfte das Land sich im Restaurationskrieg ab 1640 seine erneute Eigenständigkeit. Mit der Bulle Ex Literis bestätigte Papst Clemens X. 1670 die Unabhängigkeit des Königreichs Portugal.
Unter König Johann V. näherte sich Portugal seit dem frühen 18. Jahrhundert  dem Heiligen Stuhl deutlich an, geriet dann jedoch in Konflikt mit Rom, in Folge seiner absolutistischen Politik und insbesondere seiner wachsenden Einflussnahme auf die Kirche in Portugal. 1728 wurden die diplomatischen Beziehungen unterbrochen. Am 17. November 1732 nahm erneut ein Nuntius in Lissabon seine Arbeit auf. 1738 unterzeichnete König João V. ein Konkordat, das die Beziehungen weiter normalisierte.

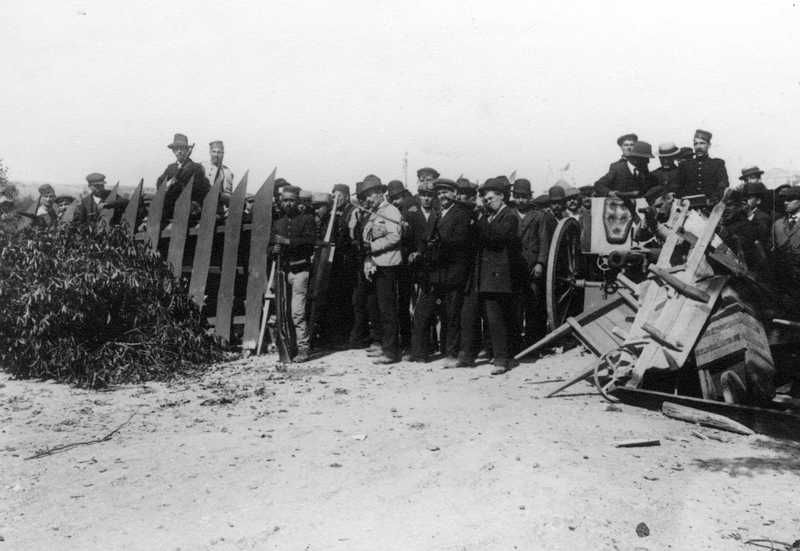
Die erfolgreiche Erhebung vom 5. Oktober 1910 brachte die portugiesische Monarchie zu Fall und ermöglichte die Erste Portugiesische Republik, die zunächst stark antiklerikale Züge trug.

Nach dem verheerenden Erdbeben von Lissabon 1755 entwickelte sich Portugal unter König Joseph dann zunehmend aufgeklärt-absolutistisch. Vor allem der einflussreiche Premierminister Sebastião José de Carvalho e Melo (ab 1769 mit dem Titel „Marquês de Pombal“) modernisierte das Land im Geiste der Aufklärung. Portugal geriet damit erneut in Konflikt mit der Kirche, so dass zwischen 1760 und 1770 die diplomatischen Beziehungen ausgesetzt wurden.
Die Liberale Revolution in Portugal ab 1821 setzte antiklerikale Strömungen im Land endgültig durch. So schaffte die erste liberale Verfassung (1821–1824) die Inquisition und eine Vielzahl Sonderrechte in Portugal ab und enteignete kirchliche Orden im Land. Der folgende Bürgerkrieg sorgte danach für eine Abmilderung einiger dieser Maßnahmen, die Position der Kirche blieb dennoch merklich schwächer als vorher.
Im Verlauf der zweiten Hälfte des 19. Jahrhunderts erstarkten dann soziale und republikanische Ideen in Portugal, die zunehmend auch antiklerikale Züge trugen, insbesondere unter den überwiegend anarchosyndikalistisch organisierten Arbeiterschichten, aber auch in Teilen bürgerlicher Kreise. Dies veranlasste Papst Leo XIII., mit seiner Enzyklika Pergrata nobis vom 14. September 1886 das Land als treuen katholischen Weggefährten zu loben und den Schutz der Kirche dort anzumahnen.
Mit der Ausrufung der Ersten Portugiesischen Republik am 5. Oktober 1910 wurde schließlich die Trennung zwischen Kirche und Staat in Portugal beschlossen und mit dem Dekret vom 20. April 1911 festgeschrieben. Es wurden u. a. die verbliebenen Jesuitenklöster geschlossen und eine Vielzahl Geistliche inhaftiert. In der Folge nahmen die Spannungen zwischen der neuen portugiesischen Regierung und dem Heiligen Stuhl zu. Mit der Enzyklika Iamdudum in Lusitania vom 24. Mai 1911 verurteilte Pius X. die Trennung von Staat und Kirche als Unterdrückung. Der Abbruch der diplomatischen Beziehungen erfolgte am 1. Juli 1912. Mit der Errichtung der Diktatur unter Sidónio Pais Ende 1917 und der Rücknahme der schärfsten antikirchlichen Maßnahmen der Republikaner verbesserten sich die Beziehungen wieder und wurden am 9. Juli 1918 erneut aufgenommen. Am 29. Juli 1919 erkannte der Vatikan unter Papst Benedikt XV. die Portugiesische Republik offiziell an.

### Seit dem Estado-Novo-Regime 1932

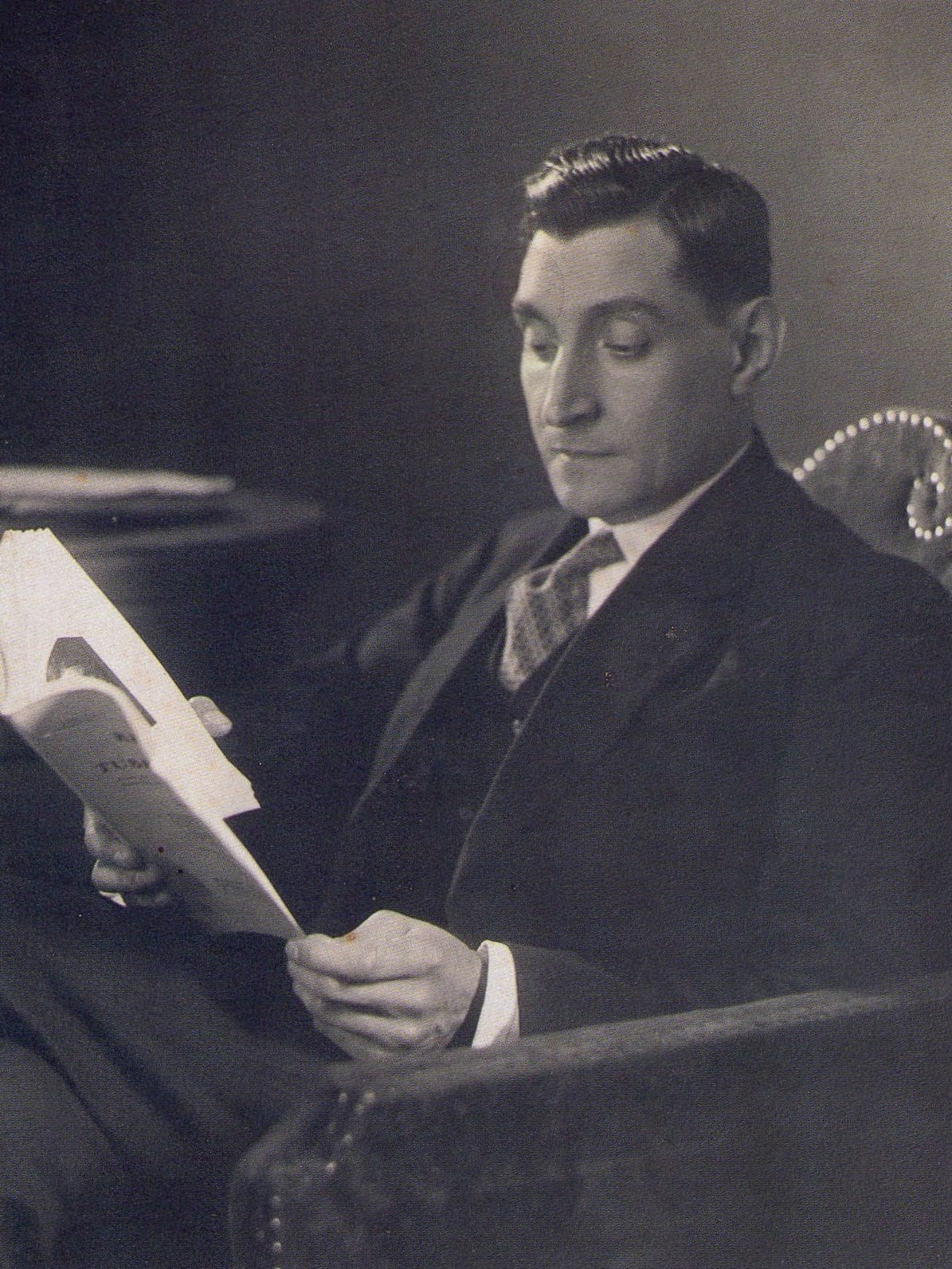
Salazar im Konkordatsjahr 1940: Portugals Diktator entstammte der katholischen extremen Rechten

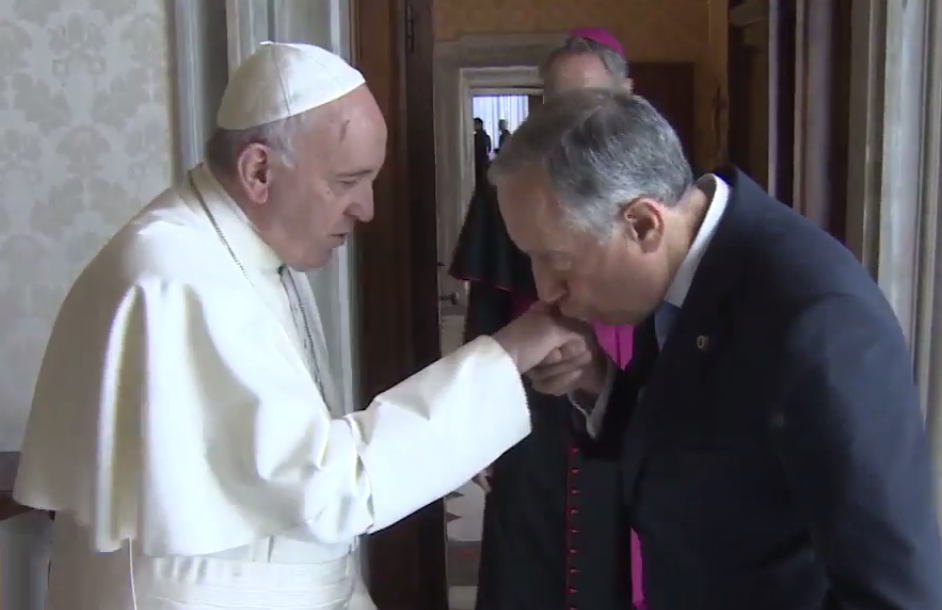
Portugals Präsident Marcelo Rebelo de Sousa bei Papst Franziskus, Staatsbesuch 2016

Mit dem Aufstieg des katholisch geformten klerikalfaschistischen Ökonomen Salazar zum Diktator verbesserte sich die Situation der Kirche in Portugal deutlich, wenngleich auch Salazar de facto eine strikte Trennung von Staat und Kirche verfolgte und die Verfassung von 1933 weiterhin Religionsfreiheit garantierte. Das Konkordat seines Estado Novo mit dem Heiligen Stuhl von 1940 war dennoch ein Höhepunkt seiner anhaltenden Annäherung an die Katholische Kirche, die neben einigen Privilegien (u. a. Religionsunterrichtspflicht, aktive Missionierung in den Überseegebieten, Rückgabe früherer Konfiszierungen von Kircheneigentum) damit vor allem offizielle Wertschätzung und gesellschaftliche Verankerung erhielt und vor liberalen und antiklerikalen Bewegungen geschützt blieb. Im Gegenzug verpflichtete sich der Vatikan u. a. nur politisch unbedenkliche Bischöfe für Portugal zu benennen, die zuvor durch die Salazar-Regierung überprüft wurden.
Am 18. Juli 1950 schlossen das Salazar-Regime und der Vatikan eine neue Vereinbarung, die de facto die bisherige portugiesische Missionshoheit im Fernen Osten beendete.
Mit der linksgerichteten Nelkenrevolution 1974 endete das autoritäre Regime in Portugal. Ein möglicher Übertritt des Landes zum Ostblock blieb danach aus, da nur eine Minderheit in der linken Revolution sowjetkommunistisch orientiert war, in der auch linke katholische Kräfte wirkten. Spätestens nachdem sich 1975 die bürgerlichen Kräfte in der portugiesischen Revolution durchgesetzt hatten, orientierte sich Portugal klar westlich. Die Beziehungen zwischen Lissabon und dem Vatikan haben sich seither stetig verbessert.
2004 unterzeichneten in Rom Vertreter des Heiligen Stuhls und der Regierung Portugals ein neues Konkordat, das den alten Vertrag von 1940 ablöste.
Portugiesische Regierungsoberhäupter besuchen regelmäßig den Vatikan, zuletzt Präsident Marcelo Rebelo de Sousa, der nach seiner am 9. März 2016 erfolgten Ernennung bereits am 17. März zum Staatsbesuch an den Heiligen Stuhl kam.
Seit 2018 leitet der portugiesische Kardinal José Tolentino Mendonça das Vatikanische Apostolische Archiv und die Vatikanische Apostolische Bibliothek.

### Papstbesuche

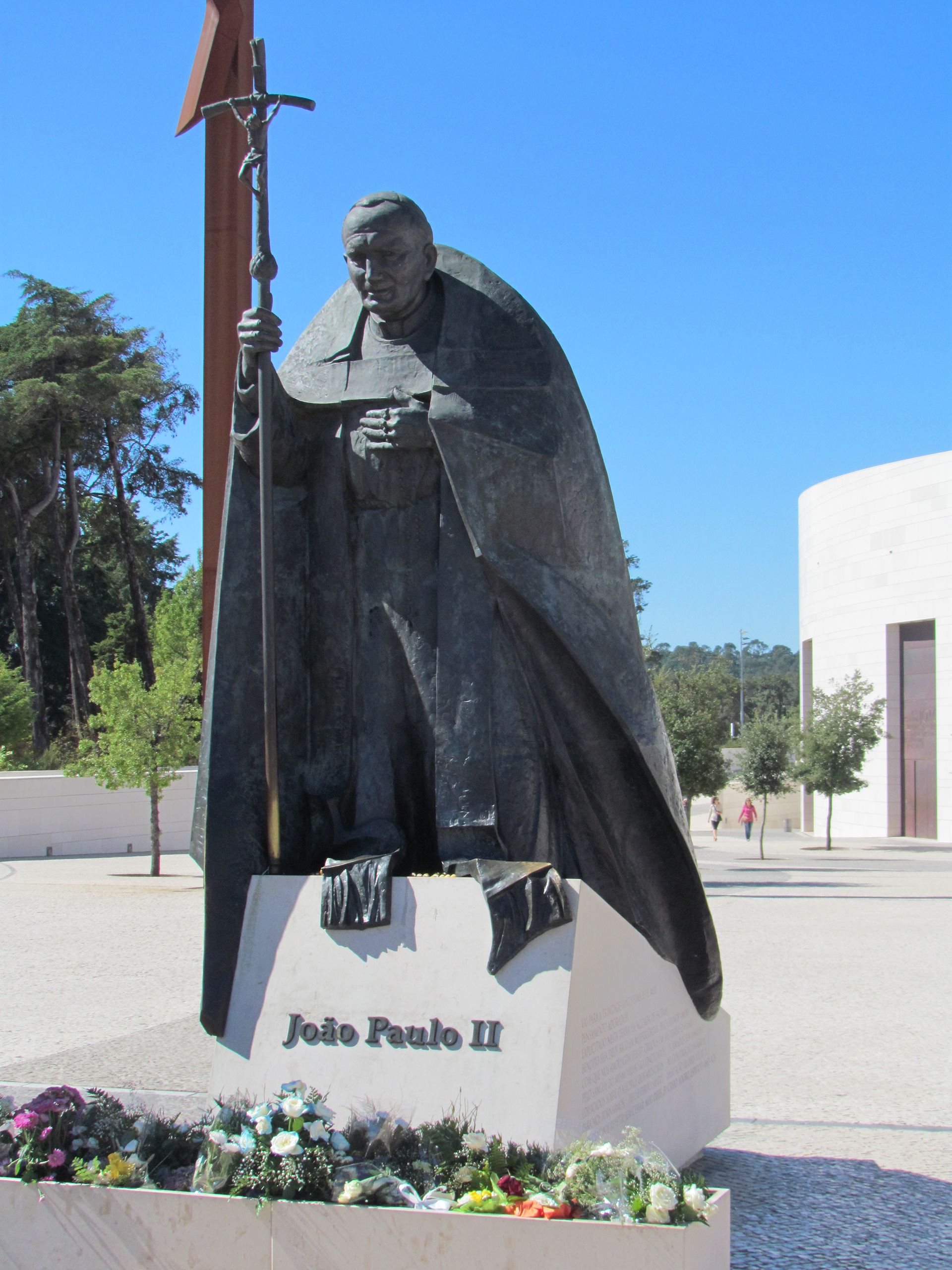
Johannes Paul II. in Fátima, eine von zahlreichen Papststatuen im Land

Päpste bereisen häufig Portugal und den Wallfahrtsort Fátima. Benedikt XVI. besuchte Fátima vom 11. bis zum 14. Mai 2010 anlässlich des zehnten Jahrestages der Seligsprechung der Seherkinder Francisco und Jacinta Marto.
Zuvor war Johannes Paul II. insgesamt vier Mal dort zu Gast gewesen, u. a. 1982, als der Spanier und radikale katholische Traditionalist Juan María Fernández y Krohn ein misslungenes Attentat auf ihn verübte.
Zum 100. Jahrestag der dortigen Marienerscheinungen besuchte Papst Franziskus Fátima am 12. und 13. Mai 2017. Im August 2023 kam er zum 37. Weltjugendtag nach Portugal.

## Diplomatie
Ein Apostolischer Nuntius ist in Lissabon ansässig. Der aktuelle Nuntius, Rino Passigato, wurde am 8. November 2008  von Papst Benedikt XVI. ernannt.
Portugal unterhält ebenfalls eine eigene Botschaft beim Heiligen Stuhl. Botschafter beim Vatikanstaat in Rom ist seit dem 25. November 2017 António José Emauz de Almeida Lima.